# Pinus luchuensis
Pinus luchuensis, comúnmente llamado pino luchu o pino Okinawa, es una especie de conífera de la familia Pinaceae endémica y localmente abundante en las islas Ryukyu de Japón. Alguna vez estuvo amenazado por la pérdida de hábitat en la naturaleza, donde se puede encontrar creciendo en pequeños rodales cerca de las orillas del océano ventoso. excepto cuando se cultiva para uso ornamental.